# Electric Guest
Electric Guest est un groupe américain formé à Los Angeles en 2010, par Asa Taccone et Matthew Compton, les deux membres fondateurs. Ils sont rejoints en 2011 par les frères Todd et Tory Dahlhoff.
Le groupe a sorti son premier album, Mondo, le 27 avril 2012.
Il est produit par Brian Burton, alias Danger Mouse, déjà connu pour avoir produit U2, Gorillaz et Gnarls Barkley. Celui-ci intervient également comme musicien sur la plupart des morceaux de l'album. Ils ont eu l'aide de Todd Monfalcone et Kennie Takahashi pour l'enregistrement.
En février 2017, Electric sort son second album : Plural.

## Membres
- Asa Taccone - Voix, instrumentaux
- Matthew Compton - Batterie
- Todd Dahlhoff - Guitare basse
- Tory Dahlhoff - Claviers

## Historique
Le groupe est créé en 2010, à Los Angeles, par Asa Taccone et Matthew Compton. Le duo devient un quatuor en 2011, lorsque Todd Dahloff et Tory Dahlhoff rejoignent le groupe.
Ils sortent un EP, nommé This Head I Hold, le 27 février 2012, composé de 4 titres, dont ils entament la promotion quelques jours plus tard, en jouant notamment à la Boule Noire, à Paris, le 1er mars 2012.
Leur premier album, Mondo, sort le 27 avril 2012.

Mondo arrive en 56e place des charts français la semaine de sa sortie. Le single This Head I Hold se classe en 58e place des charts français. Mondo reçut des critiques très positives.
Le 11 mai 2012, ils jouent à la télévision, sur l'émission de France 2 Taratata. Ils y ont interprété, en duo avec Charlotte Gainsbourg, Eyes Without A Face de Billy Idol.
Ils font une deuxième apparition à la télévision française, le 25 mai 2012, sur le plateau du Grand Journal de Canal+, à Cannes. Ils interprètent leur titre This Head I Hold en live.
Ils entament une série de concerts estivaux le 22 mai 2012 à la Maroquinerie, à Paris. Ils font la première partie de Charlotte Gainsbourg à La Cigale, à Paris, le 21 mai 2012. Ils participeront ensuite à de grands festivals, tels que le Main Square Festival, à Arras, le 29 juin ; les Eurockéennes de Belfort, le 30 juin, le festival South by Southwest ; et We Love Green, à Paris. Ils mettront fin à leur tournée le 10 août 2012 à San Francisco.
Après quelques années d'absence[évasif], ils sortent leur deuxième album Plural le 17 février 2017 avec comme premier single, le titre Dear To Me. Ils entament directement une tournée en passant notamment aux États-Unis et en France.

## Discographie

### Classement des Albums et EPs
| Année | Album / EP   | Classements |
| Année | Album / EP   | FR          |
| ----- | ------------ | ----------- |
| 2012  | Mondo        | 32          |
| 2013  | Good America | 133         |

### Singles
| Année | Single            | Classements | Album        |
| Année | Single            | FR          | Album        |
| ----- | ----------------- | ----------- | ------------ |
| 2012  | American Daydream |             | Mondo        |
| 2012  | This Head I Hold  | 37          | Mondo        |
| 2012  | Under The Gun     | 183         | Mondo        |
| 2013  | Holiday           |             | Good America |

## Accueil médiatique
L'accueil critique du premier album d'Electric Guest, Mondo, a été très positif. La plupart des critiques s'accordent sur l'originalité et la fraîcheur de ce nouveau groupe.

« Si la patte de Danger Mouse y est bien identifiable, Mondo représente avant tout le premier album de deux garçons qui ont voulu faire tenir cinquante ans d’histoire de la musique dans un seul disque. Souvent euphorique, parfois contemplatif, Mondo s’aventure aussi bien sur les terres du jazz et de la soul (This Head I Hold, Under the Gun) que sur celles de la power-pop (Waves) et du sunshine-folk de The Mamas & The Papas (Awake). »

— Ondine Benetier

« Ce duo californien trouve le bon équilibre entre pop léchée, soul acidulée et folk symphonique. On reconnaît la patte du génial producteur Danger Mouse sur cette agréable collection de dix chansons signées Asa Taccone et Matthew Compton. Mondo a tout pour devenir la bande-son de l'été, et Electric Guest ne pas rester le groupe que d'une seule saison. »

— Julien Bordier

## Utilisation dans les médias
- Le single This Head I Hold est utilisé comme fond musical au spot publicitaire de la marque Garnier, pour la promotion d'un shampooing Fructis, depuis le mois d'avril 2012[13].
- Du 20 février au 24 février 2012, ce même titre fait office de coming-next au Grand Journal sur Canal+[14].
- Le titre The Bait est utilisé comme fond sonore de la pub pour la compagnie de téléphonie Bouygues Telecom.
- Le titre Awake est utilisé dans l'épisode 4 de la quatrième saison de Suits[15]